# Around the Corner (The Comfort Song)
«Around the Corner (The Comfort Song)» — песня, написанная шведским музыкантом и исполнителем Пером Гессле, исполненная им дуэтом с Хеленой Юсефссон и выпущенная в качестве сингла 28 февраля 2020 года.

## История
9 декабря 2019 года скончалась Мари Фредрикссон, коллега Пера Гессле по дуэту Roxette. На следующий же день Гессле написал эту песню и посвятил её Фредрикссон. Через три дня после этого скончалась тёща музыканта. По словам музыканта «смерть была вокруг него и он написал эту песню для себя, а также для тех, кто потерял своих близких».
16 декабря 2019 года Гессле работал над записью песни в хальмстадской студии «T&A Studio» вместе с Матсом МП Перссоном. Через два дня к ним присоединилась Хелена Юсефссон для записи партии вокала. В рождественские каникулы Гессле почти не работал, но в первую неделю января 2020 года отправил запись Кларенсу Эферману, который записал аранжировку на «Carlos Government Studios» в Стокгольме и «опрыскал песню ещё большим количеством любви».

## Музыканты
- Пер Гессле — гитара, клавишные, вокал
- Хелена Юсефссон — вокал
- Кларенс Эверман — клавишные

## Сингл
Сингл был выпущен в двух вариантах: цифровая дистрибуция (28 февраля 2020 года) и 7" виниловый сингл тиражом 1500 экземпляров (13 марта 2020 года).
Треклист:
1. Around the Corner (The Comfort Song) — 3:42
2. Kissing is the Key (2019) — 3:30

Песня «Kissing is the Key» была впервые выпущена десятью годами ранее на сольном альбоме Гессле Party Crasher (2009). В 2019 году Гессле записал новую версию этой песни и выпустил её в качестве би-сайда к синглу, как указано выше. В апреле 2020 года Гессле слегка изменил текст песни и записал её с другими музыкантами — эта версия была выпущена группой Mono Mind и вышла в качестве сингла на американской спутниковой радиостанции «Sirius XM» под названием «Fighting for the Future».